# Jacob Wessman
Jacob August Wessman, född 12 september 1832 i Näsby, Örebro län, död 11 mars 1864 i Stockholm, var en svensk arkitekt och byggmästare.

## Biografi

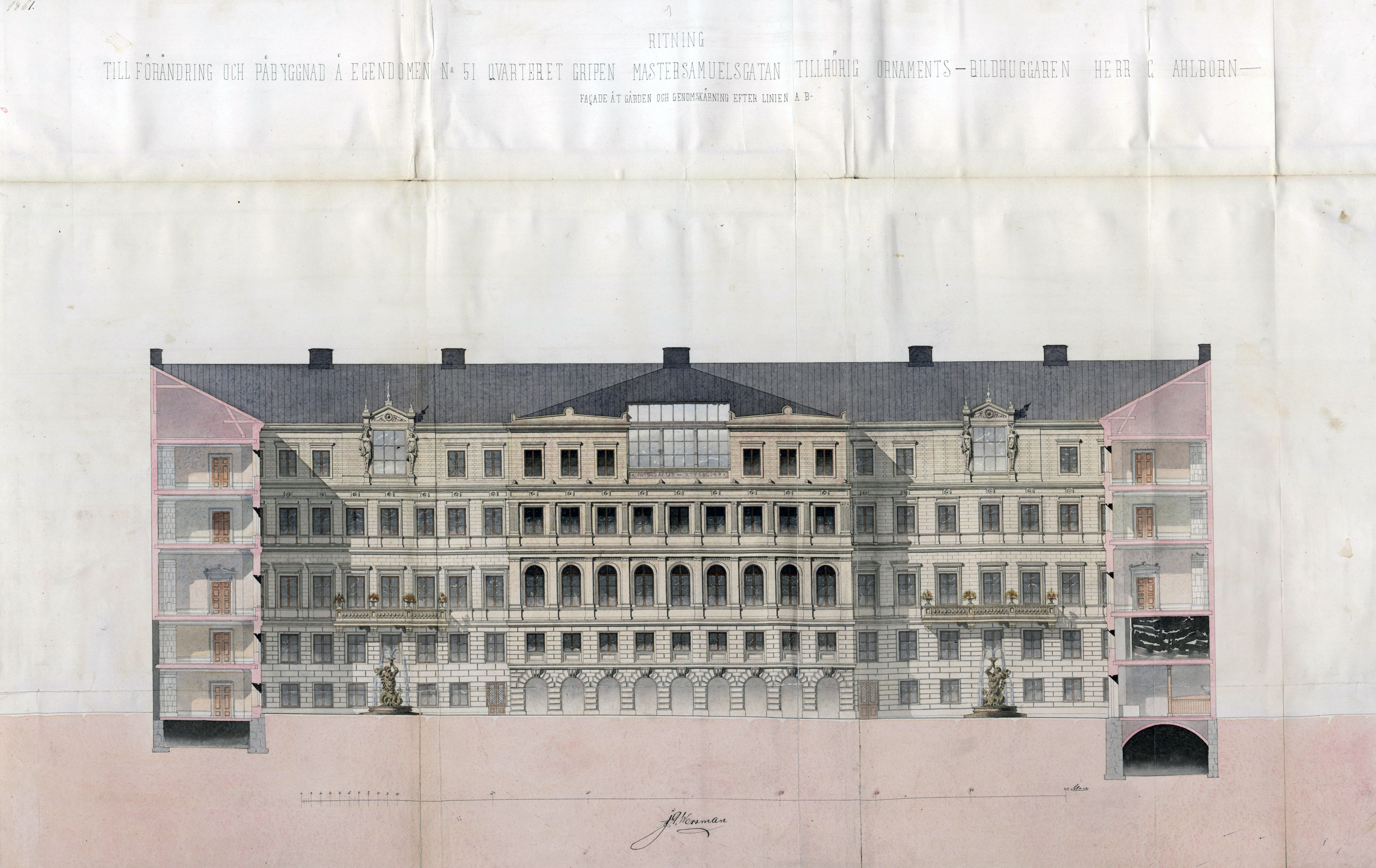
Wessmans fasadritning för Walhallasalongen, 1961.

Jacob Wessman kom till Stockholm 1854. Han fick sin utbildning till arkitekt hos ornamentbildhuggare Carl Ahlborn som var hans lärare vid Konstakademien, där han själv var inskriven från 1855. Omkring år 1860 fick Wessman i uppdrag av Ahlborn att rita nybyggnaden för Walhallasalongen vid Mäster Samuelsgatan 51 i kvarteret Gripen där Ahlborn var ägare till fastigheten Gripen 10. Projektet blev inte helt fullbordad men Wessmans ritningar finns kvar i ritningssamlingen på Stockholms stadsarkiv och ingår i Stockholms stads byggnadsritningar.
En första etapp av bygget i Gripen 10 stod färdig 1862 och Wessman blev själv hyresgäst i huset. Han var en skicklig arkitekt men som byggmästare stötte han på problem. Grundläggningen för nybygget av Engelska kyrkan, som skulle uppföras 1863 vid Norra Bantorget, visade sig inte hålla. Wessman hade även fått ekonomiska svårigheter genom uteblivna betalningar för en del byggnadsentreprenader. 
Den 11 mars 1864 mördade han sin hustru Amanda Mathilda Wessman (född Sällström) och tog därefter sitt eget liv. Paret var nygift; han var 31 år gammal och hustrun 27 år. Dådet ägde rum i huset på Mäster Samuelsgatan. Enligt en samtida tidningsartikel "verkställde han mordet å hustrun medan hon sof" med kniv och "ett stygn under bröstet genom linnet direkte in i hjertat". Självmordet utförde han med en rakkniv och "ett djupt snitt genom hela främre sidan af halsen".
Han efterlämnade ett avskedsbrev där han skrev:
 Wänner! När ni detta hemska skåden / Dömmen mig ej så strängt / Jag will swara inför högsta nåden / För den sista gerning jag mig tänkt.